# Hedmark fylke
Hedmark fylke (sydsamiska: Hedmarhken fylhke) är ett tidigare fylke i östra Norge. Det gränsade i väster mot Akerhus och Oppland fylken, i norr mot Trøndelag fylke (Sør-Trøndelag fylke) samt i öster mot Jämtlands län, Dalarnas län och Värmlands län i Sverige. Fylket hade en yta på 27 388 km² och cirka 194 000 invånare (2013). Staden Hamar var fylkets administrativa centrum.
Hedmarks fylke indelades i tre distrikt: Hedmarken (med huvudort Hamar), Glåmdalen (med huvudort Kongsvinger) och Østerdalen (med huvudort Elverum).
Det tidigare fylkets område utgör en valkrets vid val till det norska Stortinget.

## Administrativ historik
År 1781 bildades Hedemarkens amt som år 1918 ombildades till Hedmark fylke.
Den 1 januari 2020 blev Hedmarks fylke, tillsammans med angränsande Oppland fylke, en del av det då nybildade Innlandet fylke.

## Historisk utveckling av antalet invånare

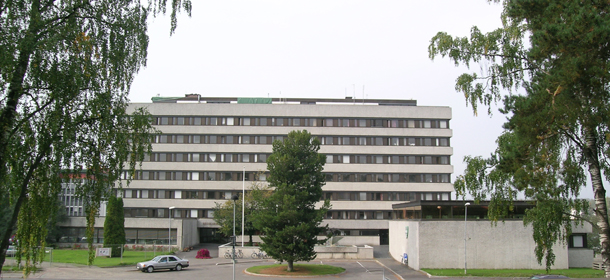
Hedmarks fylkeshus i Hamar.

- 1645: ca. 12 000
- 1665: 19 760
- 1769: 48 389
- 1801: 61 389
- 1815: 60 529
- 1865: c:a 120 000
- 1890: 118 587
- 1910: 133 965
- 1930: 157 372
- 1950: 172 467
- 1976: 183 655
- 2006: 188 545

## Kommuner
| Kommunkod | Karta               | Vapen                    | Namn                | Centralort  | Folkmängd | Yta km²   | Skriftvariant | Distrikt      |
| --------- | ------------------- | ------------------------ | ------------------- | ----------- | --------- | --------- | ------------- | ------------- |
| 0402      | Kongsvingers kommun | Kongsvingers kommunvapen | Kongsvingers kommun | Kongsvinger | 17377     | 1 036,46  | Bokmål        | Glåmdalen     |
| 0403      | Hamars kommun       | Hamars kommunvapen       | Hamars kommun       | Hamar       | 28344     | 350,94    | Båda          | Hedmarken     |
| 0412      | Ringsakers kommun   | Ringsakers kommunvapen   | Ringsakers kommun   | Brumunddal  | 32528     | 1 281,08  | Bokmål        | Hedmarken     |
| 0415      | Løtens kommun       | Løtens kommunvapen       | Løtens kommun       | Løten       | 7272      | 369,45    | Bokmål        | Hedmarken     |
| 0417      | Stange kommun       | Stange kommunvapen       | Stange kommun       | Stange      | 19104     | 724,22    | Bokmål        | Hedmarken     |
| 0418      | Nord-Odals kommun   | Nord-Odals kommunvapen   | Nord-Odals kommun   | Sand        | 5118      | 508,13    | Bokmål        | Glåmdalen     |
| 0419      | Sør-Odals kommun    | Sør-Odals kommunvapen    | Sør-Odals kommun    | Skarnes     | 7791      | 516,76    | Bokmål        | Glåmdalen     |
| 0420      | Eidskogs kommun     | Eidskogs kommunvapen     | Eidskogs kommun     | Skotterud   | 6327      | 640,39    | Bokmål        | Glåmdalen     |
| 0423      | Grue kommun         | Grue kommunvapen         | Grue kommun         | Kirkenær    | 5078      | 837,17    | Bokmål        | Glåmdalen     |
| 0425      | Åsnes kommun        | Åsnes kommunvapen        | Åsnes kommun        | Flisa       | 7607      | 1 040,98  | Bokmål        | Glåmdalen     |
| 0426      | Vålers kommun       | Vålers kommunvapen       | Vålers kommun       | Våler       | 3870      | 705,26    | Bokmål        | Sør-Østerdal  |
| 0427      | Elverums kommun     | Elverums kommunvapen     | Elverums kommun     | Elverum     | 19834     | 1 229,33  | Båda          | Sør-Østerdal  |
| 0428      | Trysils kommun      | Trysils kommunvapen      | Trysils kommun      | Innbygda    | 6763      | 3 014,43  | Bokmål        | Sør-Østerdal  |
| 0429      | Åmots kommun        | Åmots kommunvapen        | Åmots kommun        | Rena        | 4285      | 1 339,85  | Bokmål        | Sør-Østerdal  |
| 0430      | Stor-Elvdals kommun | Stor-Elvdals kommunvapen | Stor-Elvdals kommun | Koppang     | 2679      | 2 165,93  | Bokmål        | Sør-Østerdal  |
| 0432      | Rendalens kommun    | Rendalens kommunvapen    | Rendalens kommun    | Bergset     | 1998      | 3 179,56  | Bokmål        | Nord-Østerdal |
| 0434      | Engerdals kommun    | Engerdals kommunvapen    | Engerdals kommun    | Engerdal    | 1434      | 2 196,61  | Bokmål        | Nord-Østerdal |
| 0436      | Tolga kommun        | Tolgas kommunvapen       | Tolga kommun        | Tolga       | 1671      | 1 122,63  | Båda          | Nord-Østerdal |
| 0437      | Tynsets kommun      | Tynsets kommunvapen      | Tynsets kommun      | Tynset      | 5490      | 1 879,63  | Båda          | Nord-Østerdal |
| 0438      | Alvdals kommun      | Alvdals kommunvapen      | Alvdals kommun      | Alvdal      | 2441      | 942,55    | Båda          | Nord-Østerdal |
| 0439      | Folldals kommun     | Folldals kommunvapen     | Folldals kommun     | Folldal     | 1669      | 1 277,77  | Båda          | Nord-Østerdal |
| 0441      | Os kommun           | Os kommunvapen           | Os kommun           | Os          | 2033      | 1 040,48  | Båda          | Nord-Østerdal |
| 04        | Hedmark             | Hedmark                  | Hedmark             | Hamar       | 190 769   | 27 397,86 | Båda          | Østlandet     |